# Maha'lai muang rae
Maha'lai muang rae é um filme de drama tailandês de 2005 dirigido e escrito por Jira Maligool. Foi selecionado como representante da Tailândia à edição do Oscar 2006, organizada pela Academia de Artes e Ciências Cinematográficas.

## Elenco
- Pijaya Vachajitpan
- Donlaya Mudcha